# Palazzo Caffarelli al Campidoglio

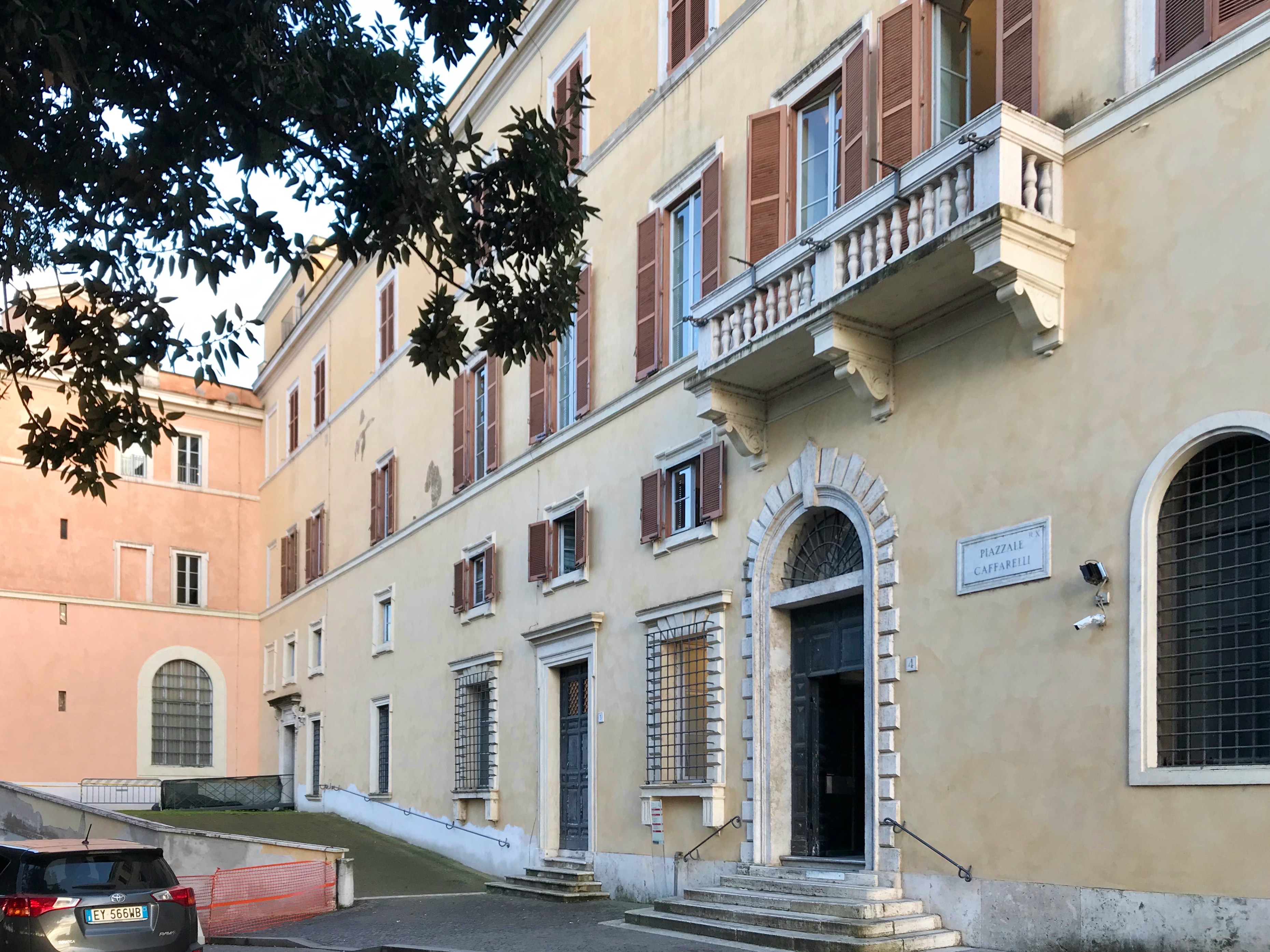
Vista do palácio.

Palazzo Caffarelli al Campidoglio, chamado também de Palazzo Caffarelli-Clementino, é um palácio localizado no lado sudoeste do monte Capitolino, no rione Campitelli de Roma. Ele é assim chamado para diferenciá-lo dos outros palácios da família Caffarelli na cidade, o Palazzo Vidoni Caffarelli e Palazzo Della Porta Negroni Caffarelli, na Via dei Condotti. O edifício abriga hoje uma ala dos Museus Capitolinos e um café famoso por sua panorâmica vista da cidade, o Caffè Capitolino sulla Terrazza Caffarelli.
Seu nome é uma referência ao cardeal Scipione Caffarelli, sobrinho do papa Paulo V Borghese.

## Villa Caffarelli
A história da relação do Palazzo Caffarelli com os alemães começa com Giovanni Pietro I Caffarelli, que foi pajem de Carlos V de Augsburgo quando a família hospedou o imperador no palácio na Via del Sudario durante sua visita a Roma em 1536. Em agradecimento, Carlos V doou-lhe um terreno no alto da escarpa da Rocha Tarpeia, atrás do Palazzo dei Conservatori, uma posição eminentíssima sobre o Tibre e sobre a cidade, tanto do ponto de vista topográfico quanto do histórico, pois ali era o local onde ficava, na Antiguidade, o Templo de Júpiter Capitolino.
Apesar do passado glorioso, todo aquele lado do Capitolino havia se tornado na época um pasto para cabras, o que lhe valeu o seu nome — que ainda hoje se mantém — de Monte Caprino. A construção do edifício, projetado por Gregorio Canonica, aluno de Vignola, foi longa e começou com a recuperação, no próprio local, de colunas antigas por parte de Giovanni Pietro, um trabalho que só foi terminado por seu filho, Ascanio Caffarelli décadas depois, entre 1576 e 1583.
Com o passar dos anos, vários outros anexos foram construídos na propriedade, que tinha um caráter mais agrícola, e depois alugados para particulares. O próprio palácio foi alugado para sediar a embaixada da Prússia em 1823 e, seis anos depois, foi fundado o Istituto di corrispondenza archeologica com o patrocínio do então príncipe-herdeiro da Prússia e posteriormente rei Frederico Guilherme IV. Neste período, os prussianos construíram na propriedade um hospital (Ospedale Teutonico) e uma biblioteca. Finalmente, em 1853, os prussianos acabaram adquirindo toda a encosta ocidental do monte Capitolino, o que não aconteceu sem resistência do papa Pio IX e da Comuna de Roma. Mas todas as tentativas de expropriar a propriedade foram abandonadas por causa da poderosa influência do kaiser. 

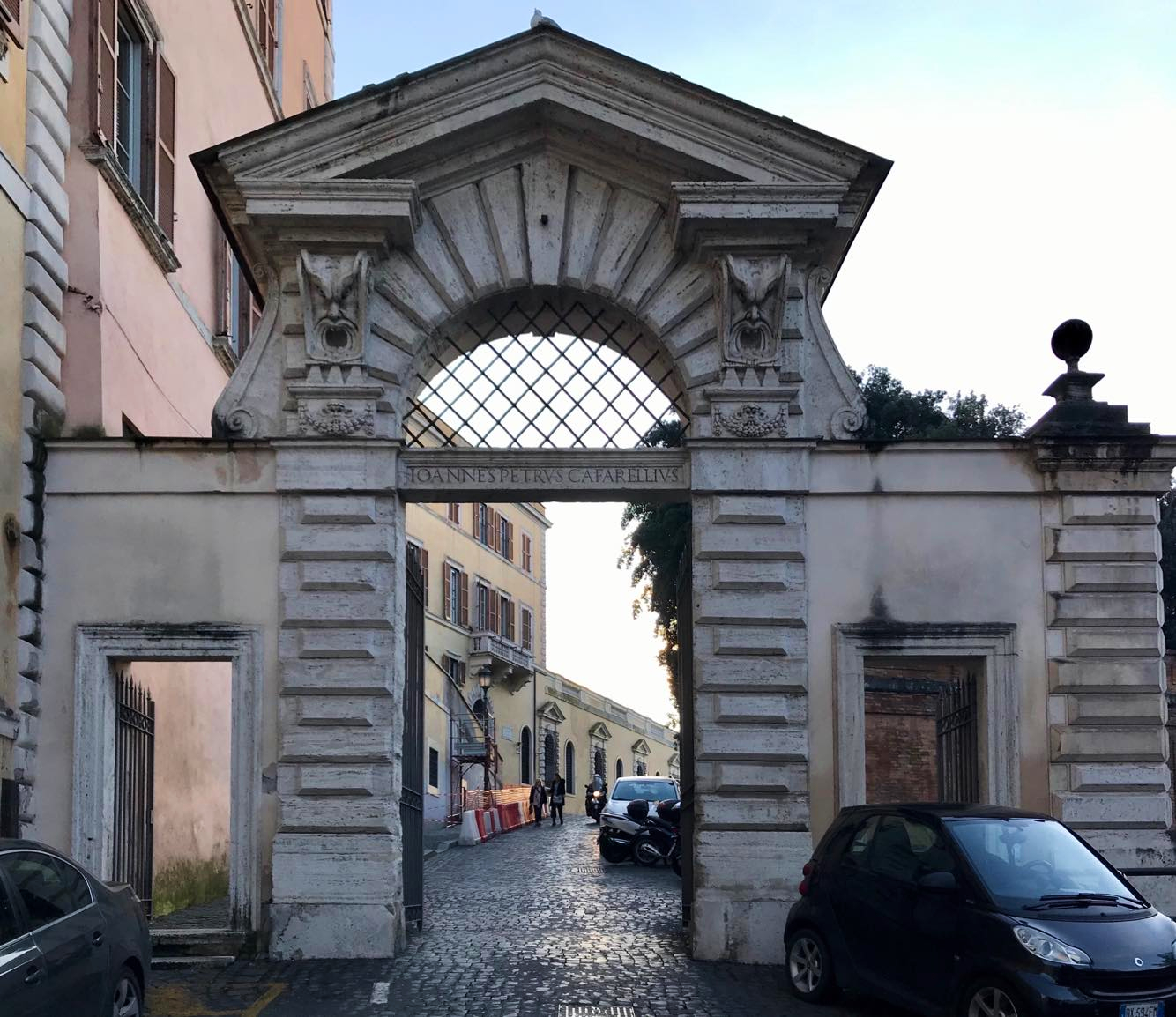
Portal monumental na Via delle Tre Pile.

No momento da venda, a propriedade estava assim composta:
- O próprio Palazzo Caffarelli al Campidoglio, incluindo os jardins, o estábulo e todos os anexos.
- Dezenove casas menores no Monte Caprino ligadas ao palácio e alugadas a diversos inquilinos;
- Um jardim e as casas anexas alugadas a Bernardo Lichini;
- Dezesseis cavernas sobre o jardim alugadas a diversos inquilinos;
- Uma pequena casa alugada a Giovanni Battista Salomba;
- O edifício chamado "Granário" (Granarone) na Via Monte Caprino, alugado a Sigmund Braun e outros;
- Uma fonte pública na Rocha Tarpeia alugada a Nicola Romagnoli e o recinto acima dela alugado a Nicola Romagnoli e Mastro Donati;
- Um armazém alugado a Santa Bionducci e outro grande armazém alugado a Maestro d’Orazio.

A última fase da transformação do Monte Caprino pelos prussianos foi a transformação do chamado Granarone, em 1873, na nova e mais ampla sede do Istituto — este edifício ainda é visível a partir da Via del Teatro di Marcello e serve hoje como prédio de escritórios da Comuna de Roma.
Toda a propriedade foi recuperada pela Comuna de Roma em 1918 depois do fim do Reino da Prússia no final da Primeira Guerra Mundial. Sobre a biblioteca especificamente se iniciou na época uma contenda jurídica que depois foi resolvida amigavelmente em 1920. O palácio foi parcialmente demolido em 1925 para criar o chamado "Terraço Caffarelli" (Terrazza Caffarelli) e, sob ele, o Museo Mussolini (atual Museo Nuovo). Na década de 1950, os espaços do museu no local foram fechados (as obras foram transferidas para o Palazzo Braschi e para depósitos comunais), mas continuaram as escavações arqueológicas no jardim e na fundação do antigo Templo de Júpiter.

## Palazzo Caffarelli

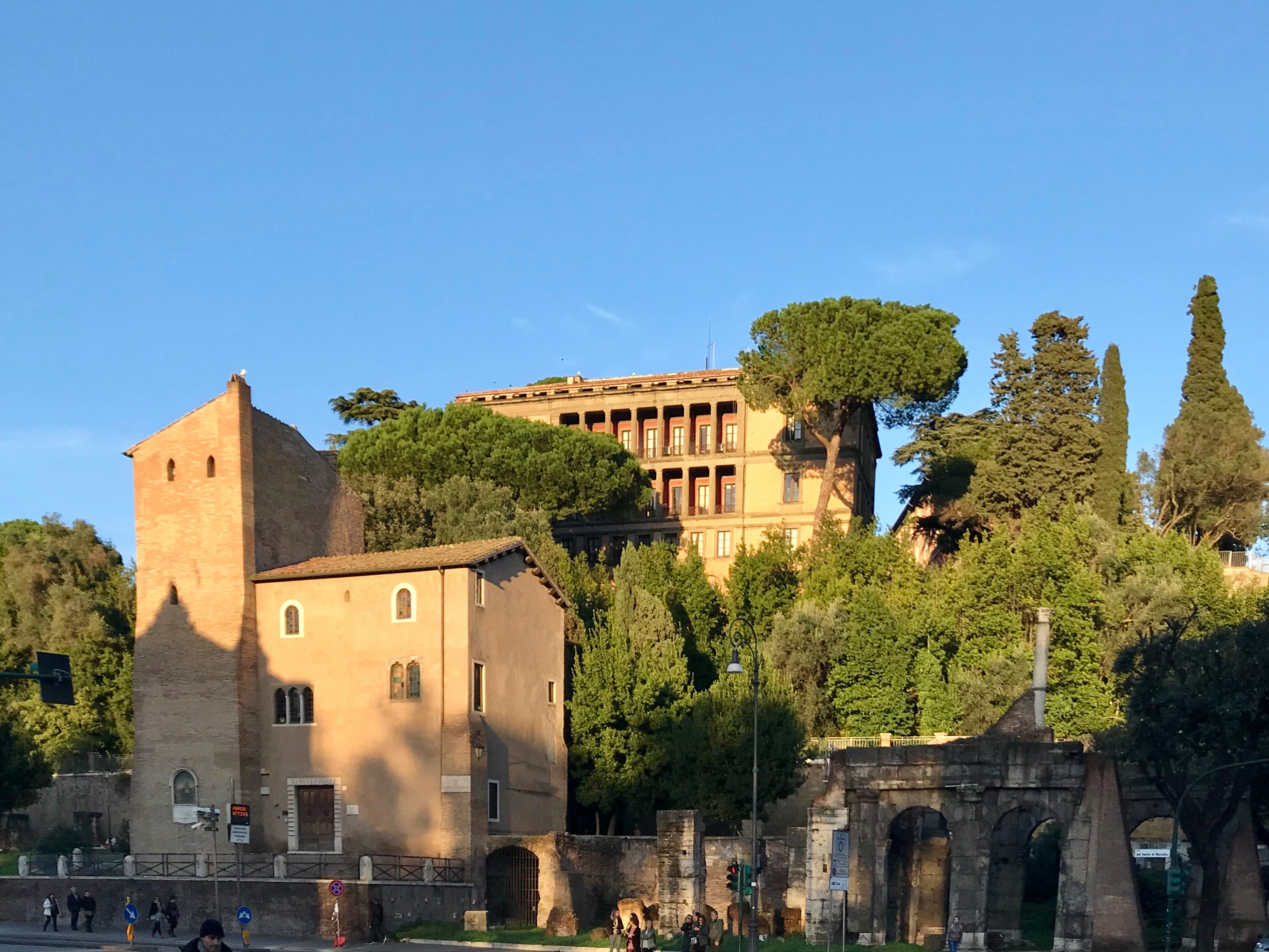
O chamado Istituto Germanico a Monte Caprino, na Villa Caffarelli, que atualmente abriga escritórios da Comuna de Roma.

A entrada do palácio, que ficava de frente para o pátio interno do Palazzo dei Conservatori, se dava por um portal monumental ainda existente na Via delle Tre Pile, composto por um tímpano com uma arquitrave quebrada e dois mascarões: a arquitrave traz a inscrição "IOANNES PETRUS CAFFARELLIUS" na fachada externa e "MDLXXXIIII" na interna. O palácio passou por várias reformas e não era particularmente notável por seus atributos arquitetônicos ou artísticos e nem era considerado tão importante para a família.
A fachada atual apresenta três pisos com nove janelas cada um, mas tinha dezessete no passado; no térreo, se abre um belo portal rusticado encimado por uma varanda fora de alinhamento com ele. Depois da venda para os prussianos, a fachada foi renovada e o interior foi decorado com afrescos. 